# Howard Schatz
Howard Schatz (Chicago aux États-Unis -) est un photographe américain dont le travail est exposé dans plusieurs musées et galeries de photos du monde. Il vit actuellement à New York avec son épouse, Beverly Ornstein, qui est aussi son associée.

## Endroits abritant son travail
Les collections permanentes abritant son travail sont, notamment :
- le Centre international de la photographie à New York ;
- le musée de l'Élysée à Lausanne en Suisse ;
- le musée d’Oakland et des collections privées.

L’artiste a également participé à de nombreuses expositions comme :
- le Festival international d’Édimbourg ;
- l'International Fine Art Photography Exhibition, Verein Tanzsommer à Innsbruck en Autriche ;
- l’Exposition World Press Photo à New York, photokina à Cologne en Allemagne.

Today show, Good Morning America, NPR, Fox sports Network, the discovery channel et d’autres chaînes de télévision en Europe ont présenté dans leurs émissions la vision du photographe.
Ses photographies apparaissent avant tout dans des magazines internationaux comme Time Magazine, Sports Illustrated, Vogue, GQ Italia, The New York Times, Stern, Life, Black/White, American Photo, Photo France.
Mais son œuvre est diffusée à plus grande échelle par les livres de photographies qu’il a fait publier. Ceux-ci constituent une production très importante ; il a aujourd’hui 70 livres à son actif.

## Prix
Son travail a été récompensé par des prix nationaux et internationaux : 
- le Graphis Design Annual Gold Award en 2008 ;
- le PX3 Prix de la Photographie à Paris ;
- le Black and White Spider Awards ;
- l’APA National Photography Competition pour son œuvre « In Character : Actors Acting » en 2007, etc.

## Œuvre
Schatz est un photographe pour le moins polyvalent. Ses sujets de prédilection sont variés : athlètes, portraits de stars ou de sans-abris, nouveau-nés, nus masculins et féminins, mode, etc. La figure du danseur est particulièrement récurrente car elle lui permet d’expérimenter des formes à la fois épurées et très expressives.
Ses études du corps vont dans le même sens : Schatz compose des photographies, où la force côtoie la souplesse et l’intensité, la douceur. Un fond uni et épuré permet de détacher le sujet ; l’éclairage et les ombres sont positionnés de façon à mettre en valeur les formes, sculpter le corps.
Le photographe joue beaucoup avec le reflet - artificiel ou réel- et la transparence, notamment avec les vêtements flottants dans des courants d’air invisibles. Schatz travaille principalement au moyen format, ce qui explique le format carré de certaines photographies.
Dans l’air ou sous l’eau, les modèles bondissent, s’envolent, semblent se déplacer avec aisance et plaisir. Ils sont pris en plein mouvement, grâce au système de chronophotographie ou un effet de flou qui permet d’en garder la trace, ou - pour ses portraits - dans l’attitude et l’expression qui illustre le mieux le naturel du modèle.
Parfois, c’est un monde de l’étrange qu’il nous donne à voir. Le photographe s’attache aux détails du corps ; des détails qui mélangent les formes jusqu'à les rendre méconnaissables, abstraites, nouvelles. À force d’observation, on y retrouvera des doigts entrelacés, un muscle saillant, le pli d’une jambe, un bras qui n’appartient pas au corps. Cela laisse le spectateur d’autant plus perplexe que la couleur rajoute souvent au trouble : en « pot de peinture », en « aplats » ou en rayure, le sujet se perd, se fond dans son environnement.
Le graphisme n’est pas laissé en marge, tout particulièrement avec les photographies publicitaires. Le photographe exploite et associe les couleurs, cherche la tonicité qui accrochera le regard, ou bien joue avec le noir et blanc, sur des formes géométriques ou aléatoires.
Il crée également de courtes vidéos destinées à des spots publicitaires pour des marques connues de chaussure, vêtement, voiture : Escada, Sergio Tacchini, Nike, Reebok, Sony, Adidas, Finlandia Vodka, Virgin Records, Pantene, Mercedes-Benz, etc.

## Deux exemples de projet

### Le projetH2O
Ce projet regroupe des photographies que Schatz a prises dans une piscine d’intérieur mise à sa disposition. Le photographe commence son expérimentation de la photographie sous l’eau en 1992, en photographiant un ami - danseur professionnel - posant dans la piscine transformée en studio sous l’eau. Schatz est fasciné par la façon dont le corps bouge dans l’eau, et intrigué par la manière dont la lumière interagit avec l’eau, notamment par son côté miroir. Les danseurs aquatiques font des chorégraphies remplies de légèreté, dans une esthétique nouvelle et séduisante, évoluant dans un monde à part de silence serein, intrigant et mystérieux. Après deux premières réalisations de photographies sous l’eau - Water Dance et Pool Light – le photographe parvient à un aboutissement de cette technique. Visions spectaculaires, élégantes, surréalistes semblent tout droit sorties d’un rêve.

### Le projetIn character: Actors Acting
Ce projet est un livre publié en 2006 par Bulfinch press. On y retrouve une centaine d’acteurs de théâtre, cinéma et télévision. Ceux-ci improvisent une expression sur la base d’un scénario qu’on leur donne à la dernière minute. Du père de famille qui apprend que sa fille est enceinte au designer célèbre devant sa collection terminée, en passant par le membre du parlement faisant un discours à la télévision, les interprétations  sont vastes, et chaque acteur a sa façon de faire… Les expressions sont regroupées par lots de trois sur une même image, comme différentes facettes possibles d’un personnage.

## Quelques livres
- Howard Schatz, Poollight (1999)
- Howard Schatz, Bodyknots (2000)
- Howard Schatz, Nudebodynude (2000)
- Howard Schatz, Athlete (2002)
- Howard Schatz, Botanica (2005)
- Howard Schatz, Actors Acting (2006)
- Howard Schatz, Owen Edwards: H2O (2007)